# 인아
인아(본명: 김수연, 1994년 5월 7일 ~ )는 대한민국의 배우 겸 가수이다.

## 학력
- 명지여자고등학교 (졸업)
- 국민대학교 사회학과 (졸업)

## 연기 활동
- 2015년 KBS2 금토드라마 《프로듀사》 - 크리스틴 역
- 2018년 MBC 월화드라마 《사생결단 로맨스》 - 이미운 역

## 음반 활동
- 2017년 싱글 1집 《Rainbow》
- 2017년 싱글 2집 《사랑Doll》